# I’m Outta Love
Az I’m Outta Love Anastacia amerikai énekesnő első kislemeze első, Not That Kind című albumáról. Az Egyesült Államokban 1999 elején, Európában nyáron jelent meg, és kedvező fogadtatásban részesült: Ausztráliában, Belgiumban és Új-Zélandon listavezető lett, több más országban a top 10-be került. Az USA-ban a 2. helyet érte el a Billboard Hot Dance Club Play és Hot Dance Airplay slágerlistáján. A Billboard Hot 100-on a 92. helyet érte el, ez az énekesnő egyetlen kislemeze ezen a listán. Ausztráliában és Új-Zélandon az év legnagyobb példányszámban, Európában pedig a negyedik legnagyobb példányszámban elkelt kislemeze lett.
–

## Videóklip és remixek
A dal videóklipjét Nigel Dick rendezte, koreográfusa Robin Antin volt. A Los Angeles-i Park Plaza Hotelben forgatták 1999. október 9–10-én. Készült klip a Hex Hector Radio Mixhez is, pár új jelenettel. Mindkét klip szerepel a The Video Collection című DVD-n (2002).

### Hivatalos változatok, remixek listája
- Album Version – 4:02
- Hex Hector A Capella – 3:57
- Hex Hector Dub – 8:40
- Hex Hector Main Club Mix – 7:58
- Hex Hector Radio Edit – 4:02
- Hex Hector Mixshow Edit – 6:15
- Hex Hector Unreleased Club Mix (kiadatlan; csak egy részlete szivárgott ki) – 2:43
- Matty’s Too Deep Mix – 9:30
- Matty’s Deep Dub – 9:29
- Matty’s Soulflower Mix – 5:57
- Ron Trent’s Club Mix – 8:32
- Sleaze Sisters Anthem Mix (kiadatlan) – 10:00
- Eddie Baez Mix (kiadatlan) – 3:27
- Matt & Vito Mix (kiadatlan) – 10:07
- Matt & Vito Radio Edit (kiadatlan) – 4:23
- Rhythm Masters Vocal Mix – 6:51
- Rhythm Masters Vocal Dub – 6:33

## Számlista
| 7" kislemez 1. I’m Outta Love – 4:02 2. Baptize My Soul – 4:13 CD kislemez (Európa) 1. I’m Outta Love (Album Version) – 4:02 2. I’m Outta Love (Hex Hector Radio Mix) – 4:02 CD kislemez (Ausztria) 1. I’m Outta Love (Album Version) – 4:02 2. I’m Outta Love (Matty’s Too Deep Mix) – 9:28 CD kislemez (USA) 1. I’m Outta Love (Album Version) – 4:02 2. I’m Outta Love (Hex Hector Radio Mix) – 4:02 3. Baptize My Soul – 4:13 CD maxi kislemez (Egyesült Királyság) 1. I’m Outta Love (Radio Edit) – 3:49 2. I’m Outta Love (Rhythm Masters Vocal Mix) – 6:51 3. I’m Outta Love (Ron Trent’s Club Mix) – 8:33 4. I’m Outta Love (Videóklip) CD maxi kislemez (Ausztrália) 1. I’m Outta Love (Radio Edit) – 3:49 2. I’m Outta Love (Hex Hector Radio Edit) – 4:04 3. I’m Outta Love (Matty’s Too Deep Mix) – 9:28 4. I’m Outta Love (Hex Hector Main Club Mix) – 8:00 5. I’m Outta Love (Ron Trent’s Club Mix) – 8:33 6. Baptize My Soul – 4:13 | CD maxi kislemez (Európa) 1. I’m Outta Love (Album Version) – 4:02 2. I’m Outta Love (Matty’s Too Deep Mix) – 9:28 3. I’m Outta Love (Hex Hector Main Club Mix) – 7:59 4. I’m Outta Love (Hex Hector Radio Mix) – 4:02 Promóciós kislemez (Európa) 1. I’m Outta Love (Radio Edit) – 3:49 Promóciós kislemez (Brazília) 1. I’m Outta Love (Album Version) – 4:02 2. I’m Outta Love (Hex Hector Radio Mix) – 4:02 3. I’m Outta Love (Hex Hector Main Club Mix) – 7:59 4. I’m Outta Love (Hex Hector Dub) – 8:33 5. I’m Outta Love (Matty’s Soulflower Mix) – 5:57 6. I’m Outta Love (Matty’s Too Deep Mix) – 9:30 7. I’m Outta Love (Matty’s Deep Dub) – 9:29 8. I’m Outta Love (Ron Trent’s Club Mix) – 8:33 12" maxi kislemez (USA) 1. I’m Outta Love (Hex Hector Main Club Mix) – 7:59 2. I’m Outta Love (Hex Hector A Capella) – 3:57 3. I’m Outta Love (Hex Hector Dub) – 8:33 4. I’m Outta Love (Hex Hector Radio Edit) – 4:04 12" promóciós kislemez (Egyesült Királyság) 1. I’m Outta Love (Rhythm Masters Vocal Mix) – 6:51 2. I’m Outta Love (Rhythm Masters Vocal Dub) – 6:33 3. I’m Outta Love (Ron Trent’s Club Mix) – 8:33 |

## Helyezések és minősítések
| Slágerlista (1999)                | Legmagasabb helyezés |
| --------------------------------- | -------------------- |
| Ausztrál kislemezlista            | 1                    |
| Belga kislemezlista (Flandria)    | 10                   |
| Belga kislemezlista (Vallónia)    | 1                    |
| Brit kislemezlista                | 6                    |
| European Hot 100 Singles          | 1                    |
| Francia kislemezlista             | 2                    |
| Holland Top 40                    | 3                    |
| Ír kislemezlista                  | 2                    |
| Kanadai kislemezlista             | 11                   |
| Német kislemezlista               | 6                    |
| Norvég kislemezlista              | 4                    |
| Osztrák kislemezlista             | 3                    |
| Svájci kislemezlista              | 2                    |
| Svéd kislemezlista                | 15                   |
| USA Billboard Hot 100             | 92                   |
| USA Billboard Hot Dance Club Play | 2                    |
| Új-zélandi kislemezlista          | 1                    |
| Slágerlista (2001)                | Legmagasabb helyezés |
| Olasz kislemezlista               | 2                    |

| Ország             | Minősítés       |
| ------------------ | --------------- |
| Ausztrália         | 2× platinalemez |
| Ausztria           | Aranylemez      |
| Egyesült Királyság | Ezüstlemez      |
| Franciaország      | Ezüstlemez      |
| Hollandia          | Aranylemez      |
| Németország        | Aranylemez      |
| Svájc              | Aranylemez      |
| Svédország         | Aranylemez      |
| Új-Zéland          | Platinalemez    |

| Slágerlista (2000)             | Legmagasabb helyezés |
| ------------------------------ | -------------------- |
| Ausztrál kislemezlista         | 1                    |
| Belga kislemezlista (Flandria) | 40                   |
| Belga kislemezlista (Vallónia) | 8                    |
| European Hot 100 Singles       | 4                    |
| Francia kislemezlista          | 6                    |
| Osztrák kislemezlista          | 28                   |
| Svájci kislemezlista           | 4                    |
| Új-zélandi kislemezlista       | 1                    |